# (74211) 1998 RO65
(74211) 1998 RO65 – planetoida z pasa głównego asteroid okrążająca Słońce w ciągu 4,25 lat w średniej odległości 2,62 j.a. Odkryta 14 września 1998 roku.